# (Drop Dead) Beautiful
«(Drop Dead) Beautiful» —en español: «(Caigo muerta) Hermoso»—es una canción interpretada por la cantante estadounidense Britney Spears. La canción fue producida por Benny Blanco, Ammo, JMIKE y el productor Billboard y fue escrita por Jeremy Coleman, Joshua Coleman, Esther Dean, Mathieu Jomphe, Benjamin Levin y Christopher Maurice Brown, e incluida en el séptimo álbum de Britney Spears, Femme Fatale. La canción es la sexta según el orden del disco y fue candidata a ser el cuarto sencillo del álbum, pero perdió ante Criminal. La canción cuenta con la colaboración de la rapera estadounidense de origen Salvadoreño Sabi, y está influenciada por géneros de naturaleza urbana, como el rhythm and blues y el hip hop.Esta cuenta con una estructura repetitiva, con una letra bromista destinada a conquistar a un chico guapo y con un verso de rapinterpretado por la cantante Sabi.
A pesar de no ser lanzada como sencillo, en el año 2011 ingresó al ranking de Corea del Sur los Gaon Chart respectivamente.
Spears ha interpretado la canción en el Femme Fatale Tour, donde ha hecho diferentes representaciones donde ella y sus bailarines realizan una performace con simulaciones de espejos puestos en diferentes posiciones frente a ella, en alusión a la belleza de Spears.

## Antecedentes y composición
La canción fue producida por Benny Blanco, Ammo, JMIKE y el productor Billboard y fue escrita por Jeremy Coleman, Joshua Coleman, Esther Dean, Mathieu Jomphe, Benjamin Levin y Christopher Maurice Brown.En ella, se presenta la forma de conquistar a un chico guapo, en lo que se basa el título se la canción en la que dice “Caigo muerta hermoso”.La canción es la más representada por el género urbano, con toques del pop e influenciada por las melodías de otras canciones del álbum como Hold It Against Me y Till the World Ends y cuenta con la colaboración de la cantante Sabi, quien hace un rap en la tercera estrofa y gracias a esta canción la cantante Sabi fue más conocida y empezó a llamar más la atención.

## Recepción crítica
«(Drop Dead) Beautiful» recibió comentarios mixtos por parte de los críticos de la música contemporánea. En la revisión de Femme Fatale, Alexis Petridis de The Guardian cuestionó los temas sexuales de la canción. Robert Christgau dijo que todas las canciones del disco sonaban «como a una fantasía tonta». El sitio Samesame comparó el coro de la pista con el de «Blow» de Ke$ha y a Sabi con Nicki Minaj. Sal Cinquemany de Slant Magazine dijo que «(Drop Dead) Beautiful» era una de las mejores canciones de Femme Fatale y comparó a la canción con «Desnúdate» de Christina Aguilera.
Keith Caufield de Billboard dijo que «cuando Sabi empieza a rapear, empiezas a sudar con tus vegetales». Robert Copsey de Digital Spy considera a Spears «segura de sí misma» en la pista. Genevieve Koski de The A.V. Club dijo que la canción tenía «un coro estúpido, el cual es rescatado por los "ganchos" de la canción».

## Presentaciones en vivo

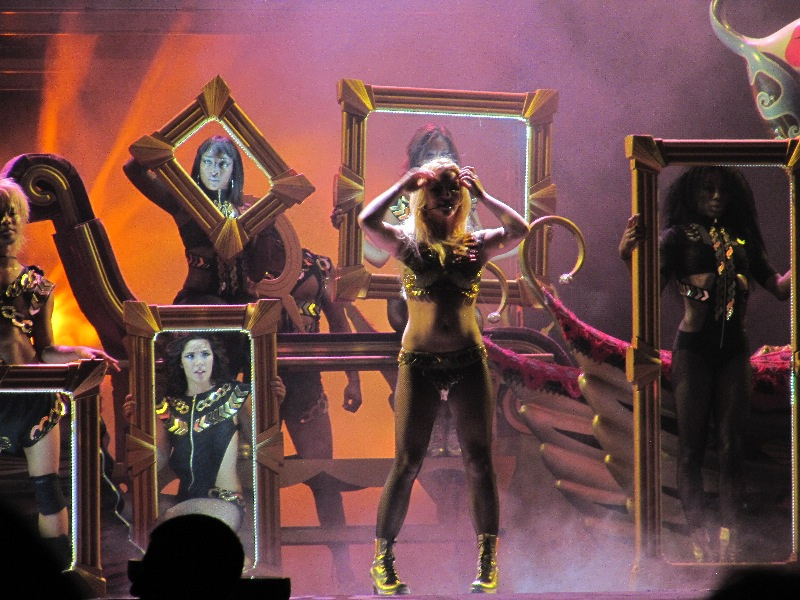
Spears y sus bailarines interpretando «(Drop Dead) Beautiful» en el Femme Fatale Tour.

La canción fue incluida en el Femme Fatale Tour. La canción se presenta en el tercer acto de la gira, después de Gimme More y antes de He About to Lose Me. En algunas fechas de las giras, la acompañará Sabi para interpretar juntas la canción.

## Rankings musicales
| País          | Lista      | Mejor posición | Ref.   |
| ------------- | ---------- | -------------- | ------ |
| Corea del Sur | Gaon Chart | 42             | [ 12 ] |

## Créditos
- Colaboración — Sabi

- Producción — Benny Blanco, Ammo, JMIKE, Billboard

- Escritura — Jeremy Coleman, Joshua Coleman, Esther Dean, Mathieu Jomphe, Benjamin Levin, Christopher Maurice Brown

- Mezcla — Serban Ghenea

- Instrumentación y programación — Benny Blanco, Ammo, JMIKE, Billboard

- Ingeniería — Emily Wright, Sam Holland

- Voz — Britney Spears

- Asistencia de ingeniería — Eric Eylands

- Asistencia — Jeremy «J Boogs» Levin

- Ingeniería de mezcla — John Hanes

- Asistencia de ingeniería de mezcla — Tim Roberts

- Producción vocal — Emily Wright

- Respaldos vocales — Ammo, Benny Blanco, Crystal «Cri$tyle» Johnson, Esther Dean, JMIKE, Bonnie McKee, Myah Marie

- Coordinación de producción — Irene Richter, Clint Gibbs

Fuentes:Allmusic, MTV y Discogs.